# Sorgente Tesorino
La Sorgente Tesorino è una società che sfrutta, imbottiglia e commercializza l'acqua dell'omonima sorgente di acqua minerale sgorgante dalle colline toscane intorno a Montopoli in Val d'Arno, in provincia di Pisa, nota soprattutto per alcune proprietà terapeutiche.

## Storia
Per il territorio locale, la Sorgente Tesorino è una risorsa importante intorno alla quale è stata tracciata un'ampia area di tutela, individuata dalla Regione Toscana, necessaria a mantenere la qualità delle acque. Le caratteristiche della falda minerale della sorgente, composta per lo più da sabbie finissime risalenti all'era del Pliocene (circa 15 milioni di anni fa), contribuiscono a rilasciare un equilibrato contenuto di sali minerali. In quell'epoca la zona di Montopoli era sommersa dal mare e quando nelle ere successive il mare si è ritirato, sono rimaste conchiglie e sabbie che filtrano l'acqua mineralizzandola.
La Sorgente denominata Tesorino è ubicata nella parte meridionale del territorio di Montopoli in Val d'Arno in corrispondenza di un'incisione valliva che si affaccia, in destra idrografica, nel fondovalle del torrente Chiecina.

## Commercializzazione
L'acqua della Sorgente Tesorino viene sfruttata e imbottigliata dall'omonima società dal 1941, in possesso della concessione mineraria che si estende anche nei comuni di Palaia e San Miniato per un'area totale di 325 ettari.
Il 22 agosto 1941, davanti al Regio Notaro Raffaele De Lucia di Firenze fu costituita la Società Anonima Esercizio Sorgente del Tesorino S.p.A., con capitale sociale di 100 000 lire, che iniziò l'imbottigliamento.
Nel 2014 l'azienda Sorgente Tesorino acquisì la Fonte Azzurrina, con sede a Careggine, dopo il fallimento avvenuto nel 2012.

## Utilizzo come coadiuvante dei farmaci
Diversi studi clinici hanno confermato l'efficacia dell'acqua della sorgente Tesorino in alcune applicazioni terapeutiche, soprattutto in considerazione della significativa azione diuretica.